# Auerbach (Baviera)
Auerbach é um município da Alemanha, localizado no distrito de Deggendorf, no estado de Baviera.